# Мелконян Самвел Норайрович
Самвел Мелконян (вірм. Սամվել Մելքոնյան, нар. 15 березня 1984, Єреван) — вірменський футболіст, півзахисник клубу «Міка».
Насамперед відомий виступами за «Бананц», а також національну збірну Вірменії.

## Клубна кар'єра
У дорослому футболі дебютував 2002 року виступами за «Бананц», в якому провів шість сезонів, взявши участь у 100 матчах чемпіонату.
Своєю грою за цю команду привернув увагу представників тренерського штабу клубу «Металург» (Донецьк), до складу якого приєднався на початку 2008 року. Відіграв за донецьку команду лише рік, так і не здобувши місце в основному складі команди, і на початку 2009 року повернувся в «Бананц», де відіграв ще два сезони.
До складу «Міки» приєднався влітку 2011 року, підписавши контракт до кінця сезону, по завершенню якого, в кінці 2011 року покинув єреванську команду.
З січня 2012 року і до кінця сезону захищав кольори бургаського «Чорноморця» і встиг за цей час відіграти за болгарську команду 10 матчів в національному чемпіонаті, після чого повернувся на батьківщину і до кінця року грав за столичний «Уліссес».
З початку 2013 року став гравцем «Гандзасара», а за два з половиною роки повернувся до єреванської «Міки».

## Виступи за збірні
Протягом 2003–2006 років залучався до складу молодіжної збірної Вірменії. На молодіжному рівні зіграв у 15 офіційних матчах, забив 1 гол.
3 вересня 2005 року дебютував в офіційних матчах у складі національної збірної Вірменії в матчі-кваліфікації на ЧС-2006 проти збірної Нідерландів, що завершився перемогою «помаранчевих» з рахунком 1-0.
Починаючи з 2009 року став втрачати місце в збірній, а починаючи з 2011 року взагалі припинив викликатись до її лав.
Всього за шість років провів у формі головної команди країни 29 матчів.

## Титули і досягнення
- Срібний призер Чемпіонату Вірменії (4): 2003, 2006, 2007, 2010
- Володар Кубка Вірменії (2): 2007, 2011
- Фіналіст Кубка Вірменії (6): 2003, 2004, 2009, 2010, 2013-14, 2015-16
- Володар Суперкубка Вірменії (1): 2016